# Bankfachwirt
Geprüfter Bankfachwirt ist ein öffentlich-rechtlich anerkannter Abschluss auf Meisterebene, der nach einer erfolgreich absolvierten branchenbezogenen kaufmännischen Aufstiegsfortbildung gemäß Berufsbildungsgesetz vergeben wird. Die bundeseinheitliche Prüfung erfolgt auf Grundlage einer besonderen Rechtsverordnung vor dem Prüfungsausschuss einer Industrie- und Handelskammer (IHK). Absolventen sind vom schriftlichen Teil der Prüfung zum Ausbilder befreit.
Verschiedene Bildungsträger in Deutschland bieten meist zweijährige berufsbegleitende Prüfungsvorbereitungslehrgänge mit einem Umfang von ca. 500 Stunden an; für die Zulassung zur Prüfung ist die Teilnahme an einem Lehrgang allerdings nicht verpflichtend.
Im Rahmen der Einführung des Deutschen Qualifikationsrahmens (DQR) durch das Bundesministerium für Bildung und Forschung im Jahr 2013 wurde der Geprüfte Bankfachwirt (IHK) dem DQR/EQR-Niveau 6 zugeordnet, wodurch der Titel mit dem akademischen Grad des Bachelors gleichgesetzt wird. Hierdurch soll eine bessere Vergleichbarkeit der Abschlüsse ermöglicht werden. In diesem Zug wurde für die englische Übersetzung die Bezeichnung „Bachelor Professional of Banking (CCI)“ festgelegt. Hierdurch wurde eine internationale Vergleichbarkeit ermöglicht.

## Geschichte
Die Fortbildung zum Bankfachwirt wurde Anfang der 1970er Jahre von der Bankakademie (heute: Frankfurt School of Finance & Management) eingeführt und war zunächst ein privates Bildungsangebot. Das Ziel war es, Bankkaufleute, die kein Hochschulstudium aufnahmen, in die Lage zu versetzen, komplexere Aufgaben in Kreditinstituten zu übernehmen. Damit ist der Bankfachwirt in erster Linie dem seit den 1970er Jahren immer komplexer gewordenen Bankgeschäft geschuldet. Die Weiterbildung wurde 1972 mit Übergang der Prüfungshoheit an die Industrie- und Handelskammer in einen öffentlich-rechtlich anerkannten Fortbildungsberuf überführt, der dem Handwerksmeister gleichgestellt ist.

## Prüfungszulassungsvoraussetzungen
Zum Zeitpunkt der Prüfung muss der zu Prüfende mindestens zwei Jahre Berufstätigkeit nach seinem Abschluss zum Bankkaufmann in einem Kreditinstitut nachweisen können. Für Prüfungsteilnehmer ohne entsprechende Ausbildung wird eine entsprechende Berufstätigkeit von sechs Jahren vorausgesetzt.
Prüfungsvorbereitungslehrgänge werden in der Regel von privaten Anbietern wie zum Beispiel der Frankfurt School of Finance & Management, den Genoakademien der Volks- und Raiffeisenbanken oder den Sparkassenakademien angeboten. Sie sind jeweils kostenpflichtig.

## Inhalte
Neben allgemeinen und spezifischen Kenntnissen der Bankbetriebslehre, zu denen zum Beispiel die Liquiditätssteuerung, die Eigenkapitalberechnung und der Jahresabschluss von Kreditinstituten gehören, werden angehende Bankfachwirte in den Fächern
- Volkswirtschaftslehre
- Betriebswirtschaftslehre
- Recht
- Allgemeine Bankbetriebslehre

sowie in einem Vertiefungsmodul geprüft. Das Vertiefungsmodul ermöglicht es, tiefere Kenntnisse in dem Fachgebiet Privatkunden-, Firmenkunden- oder Immobiliengeschäft zu erwerben. Damit wird praxisnah die nötige fachliche Qualifikation für die Übernahme qualifizierter Aufgaben in einem Kreditinstitut vermittelt.
Weiterhin ist der theoretische Teil der Ausbilderprüfung nach AEVO in der Fortbildung zum Bankfachwirt integriert. Dies ermöglicht es erfolgreichen Absolventen, im Anschluss an einer verkürzten Ausbildereignungsprüfung vor der IHK teilzunehmen, in der nur der praktische Teil abgefragt wird.

## Einsatzgebiete
Die heutigen Anforderungen des Bankgeschäfts zeigen in der Praxis, dass Bankkaufleute ohne weitere Fortbildung nur selten Aufgabengebiete jenseits von Servicetätigkeiten und Privatkundenberatung wahrnehmen. Der Bankfachwirt ist inzwischen anerkannte, branchenweite Grundlage geworden, um qualifizierte Aufgaben zu übernehmen. Zu diesen gehören primär gehobene Aufgaben im Privatkundengeschäft (zum Beispiel Private Banking), die Tätigkeit als Geschäftskundenberater oder Immobilienspezialist im Bereich Baufinanzierung. Häufig ist der Bankfachwirt zudem die Grundlage für die Übernahme einer Assistenzposition im jeweiligen Fachbereich, die schließlich einen weiter gefächerten Karrierepfad erst eröffnet. Nach mehrjähriger Berufserfahrung in einem Fachbereich eröffnen sich Bankfachwirten häufig auch die Chancen zur Übernahme einer Führungsaufgabe in Kreditinstituten (zum Beispiel Filialleiter oder Abteilungsleiter).

## Anschließende Fortbildungen
Der Trend der letzten Jahre zeigt, dass vor allem durch die Konkurrenz der dualen Ausbildung an den Berufsakademien auch Bankfachwirte meist weitere Fortbildungen wie zum Beispiel den Bankbetriebswirt benötigen, um Führungsaufgaben zu übernehmen. Alternativ dazu ist es möglich, ein Hochschulstudium an einer Fachhochschule oder Universität aufzunehmen. Bankfachwirte sind grundsätzlich zur Aufnahme eines akademischen Studiums auch ohne die allgemeine Hochschulreife berechtigt. Häufig ist es zudem möglich, sich vereinzelte Leistungen, zum Beispiel aus der Kosten- und Leistungsrechnung, an einer Hochschule anrechnen zu lassen. Als weitere Alternative eröffnet sich Bankfachwirten ebenfalls die Möglichkeit, sich nach weiterer Fortbildung vor der IHK zum Geprüften Betriebswirt prüfen zu lassen.

## Förderung der Aufstiegsfortbildung
Lehrgangsteilnehmer sind berechtigt, Meister-BAföG zu beantragen. Dieses wird ohne Prüfung der Einkommens- oder Vermögenssituation gewährt und steht daher jedem Lehrgangsteilnehmer zur Verfügung. Üblich ist eine Förderung über 30 % der Lehrgangskosten.